# Marlon Santos
Marlon Santos, mit vollem Namen Marlon Santos da Silva Barbosa (* 7. September 1995 in Duque de Caxias), ist ein brasilianischer Fußballspieler, welcher beim Los Angeles FC unter Vertrag steht.

## Karriere

### Verein
Marlon Santos startete seine Laufbahn in der Jugendmannschaft des CR Vasco da Gama und Fluminense FC in Rio de Janeiro. Bei Fluminense bestritt er 2014 sein erstes Ligaspiel für den Klub. Am 22. Mai 2014 trat er in der Série A ab der 52. Minute gegen den FC São Paulo an. Es folgten weiter regelmäßige Einsätze, auch auf internationaler Ebene. In den Medien wurde Santos 2015 mit dem FC Barcelona in Verbindung gebracht. Seine Spielweise wird mit der des Nationalspielers Thiago Silva verglichen.
Zur Saison 2016/17 wechselte Santos auf Leihbasis zur zweiten Mannschaft des FC Barcelona. In der Copa Catalunya kam er bei der 0:1-Niederlage gegen Espanyol Barcelona gemeinsam mit anderen Nachwuchsspielern erstmals in der ersten Mannschaft zum Einsatz. Aufgrund der Ausfälle von Gerard Piqué und Jérémy Mathieu saß Santos beim 1:0-Sieg gegen den FC Granada am 29. Oktober 2016 erstmals bei einem Ligaspiel auf der Ersatzbank, wurde aber nicht eingewechselt. Am 23. November 2016 debütierte Santos in der ersten Mannschaft, als er beim 2:0-Sieg gegen Celtic Glasgow in der UEFA Champions League in der 72. Spielminute für Gerard Piqué eingewechselt wurde.
Zur Saison 2017/18 wurde Santos fest verpflichtet und mit einem Vertrag bis zum 30. Juni 2020 ausgestattet. Nachdem er in den ersten Ligaspielen nicht zum Einsatz gekommen war, wechselte er Ende August 2017 für zwei Jahre auf Leihbasis in die französische Ligue 1 zum OGC Nizza. Dort kam er in 23 Ligaspielen zum Einsatz.
Zur Sommervorbereitung 2018 kehrte Santos vorzeitig zum FC Barcelona zurück. Anfang August gewann er mit dem Team gegen den FC Sevilla den spanischen Supercup, kam dabei jedoch nicht zum Einsatz. Am 16. August 2018 wechselte Santos für eine Ablösesumme in Höhe von sechs Millionen Euro in die italienische Serie A zur US Sassuolo Calcio. Der FC Barcelona verfügt über eine Rückkaufoption und erhält 50 Prozent der Ablösesumme bei einem Weiterverkauf. Die Klausel zum Weiterverkauf verfällt, sobald Santos 50 Pflichtspiele absolviert hat. In diesem Fall ist eine erneute Zahlung von sechs Millionen Euro an den FC Barcelona fällig.
Im Juni 2021 wechselte Santos zu Schachtar Donezk. Der Vertrag erhielt eine Laufzeit über fünf Jahre. Im September des Jahres konnte er mit dem Klub den Supercup gewinnen. Nach dem Überfall Russlands auf die Ukraine am 24. Februar 2022, verließ Santos das Land und kehrte in seine Heimat zurück. Zur Saison 2022/23 wurde er dann für ein Jahr an den AC Monza ausgeliehen. Im Sommer 2023 folgte die Leihe an seinen ehemaligen Jugendverein Fluminense. Am 4. November 2023 konnte Marlon seinen bis dahin größten sportlichen Erfolg feiern. In der Copa Libertadores 2023 konnte Boca Juniors mit 2:1 im Finale geschlagen werden. In der Partie wurde er in der 52. Minute für Felipe Melo eingewechselt.
Nachdem sein Vertrag mit Schachtar im Juni 2024 ausgelaufen war, wechselte Santos im September ablösefrei in die Vereinigten Staaten. Hier erhielt er einen Kontrakt beim Los Angeles FC. Der Kontrakt erhielt eine Laufzeit bis Ende des Jahres mit der Option auf die Verlängerung bis Jahresende 2025. Sein Debüt für den Klub gab er am 25. September 2024 im Finale des Lamar Hunt U.S. Open Cup 2024. In diesem traf sein Klub auf Sporting Kansas City. In der Partie, welche mit 3:1 nach Verlängerung gewonnen werden konnte, wurde er in der 112. Minute für den US-deutschen Timothy Tillman eingewechselt. In der Major League Soccer gab Santos vier Tage später im Spiel bei den FC Cincinnati seinen Einstand. Bei dem 2:1-Erfolg wurde er in der 73. Minute für Maxime Chanot eingewechselt. Im Dezember erhielt er eine Vertragsverlängerung bis Juni 2025. Wieder enthielt der Kontrakt Optionen, um die Verlängerung bis Ende 2025 und für 2026.

### Nationalmannschaft
Für die U-20- und U-23-Nationalmannschaft Brasiliens bestritt Marlon Santos 2015 mehrere Spiele, u. a. bei der U-20-Fußball-Südamerikameisterschaft 2015 und U-20-Fußball-Weltmeisterschaft 2015.

## Erfolge
Fluminense
- Primeira Liga do Brasil: 2016
- Copa Libertadores: 2023
- Recopa Sudamericana: 2024

Barcelona
- Spanischer Supercup: 2018
- Copa del Rey: 2016/17

Schachtar
- Ukrainischer Fußball-Supercup: 2021

Los Angeles
- Lamar Hunt U.S. Open Cup: 2024